# Arturo Fajardo
Arturo Eduardo Fajardo Bustamante (* 17. Juli 1961 in Aiguá) ist ein uruguayischer Geistlicher und römisch-katholischer Bischof von Salto. Seit 2019 ist er Präsident der uruguayischen Bischofskonferenz.

## Leben
Arturo Fajardo studierte ab 1981 am interdiözesanen Priesterseminar Cristo Rey, am in Montevideo und wurde am 6. Dezember 1987 zum Diakon geweiht. Die Priesterweihe empfing er am 8. Mai 1988 durch Papst Johannes Paul II. persönlich. Nachdem er zunächst als Gemeindepfarrer und von 1988 bis 1990 als Assessor für Jugendpastoral tätig gewesen war, wurde Fajardo 1998 Spiritual des Seminars Cristo Rey, dessen Rektor er von 2005 bis 2007 war.
Am 27. Juni 2007 wurde er von Papst Benedikt XVI. zum Bischof von San José de Mayo ernannt. Die Bischofsweihe spendete ihm am 8. September desselben Jahres der Apostolische Nuntius in Uruguay, Erzbischof Janusz Bolonek; Mitkonsekratoren waren Pablo Jaime Galimberti di Vietri, Bischof von Salto, und Francisco Domingo Barbosa Da Silveira, Bischof von Minas. Ab Mai 2009 war Arturo Fajardo Generalsekretär der Bischofskonferenz von Uruguay. Von 2013 bis 2016 war er Vizepräsident der nationalen Kommission für Jugendpastoral. Für die Amtszeit von 2016 bis 2018 wurde er zum Vizepräsidenten der uruguayischen Bischofskonferenz gewählt.
Am 15. Juni 2020 ernannte ihn Papst Franziskus zum Bischof von Salto. Die Amtseinführung erfolgte am 15. August desselben Jahres.